# Bernhard Schottländer
Bernhard Schottländer (geb. 1895 in Breslau; gest. 1920) war ein deutscher Politiker der USPD und Journalist. Er wurde während des Kapp-Putsches von Freikorps-Soldaten gefoltert und ermordet.

## Leben
Bernhard Schottländer, aus der Familie Schottländer, entstammte einer der reichsten jüdischen Familien Breslaus. Er wuchs in behüteten Verhältnissen auf und wurde als kränklicher Junge stets von seinem Privatlehrer begleitet. Ein Schulkollege am Johannesgymnasium Breslau war Norbert Elias. Im Ersten Weltkrieg war Schottländer als Pazifist aktiv und wurde trotz körperlicher Behinderung zum Kriegsdienst eingezogen. Nach Kriegsende wurde er 1919 Begründer und Redakteur der Schlesischen Arbeiter-Zeitung. Diese war zunächst ein Organ der USPD und wurde nach Schottländers Tod zu einer Regionalzeitung der KPD. Daneben war Schottländer Mitglied in den jüdischen sozialistischen Organisationen Bund und Poale Zion. Obwohl kein wirkungsvoller Redner, fand er sowohl unter Arbeitern als auch unter Intellektuellen Bewunderer.
Während des Kapp-Putsches übernahmen Putschisten des Freikorps „von Aulock“ am 14. März 1920 die Kontrolle über Breslau und verhafteten Schottländer sowie 30 weitere Personen. Schottländer wurde von den Putschisten gefoltert und ermordet. Über drei Monate später, am 23. Juni 1920, wurde seine verstümmelte Leiche etwa fünf Kilometer nordwestlich von Breslau in der Oder gefunden. Obwohl Schottländers Familie den Zeitpunkt des Begräbnisses nicht bekanntgab, folgten etwa 2000 Arbeiter dem Leichenzug. Nach dem Bericht von Ernst Toller, dem Schottländer 1917/18 in Heidelberg begegnet war, verbrachte der Freikorpsführer von Aulock einige Tage im Gefängnis, wurde dann aber wegen Haftunfähigkeit straflos entlassen. Ein weiterer Tatverdächtiger, Hellmuth von Pannwitz, entzog sich einem Haftbefehl durch Flucht nach Polen. Erschreckend für die jüdischen Bürger Breslaus war die kühle Reaktion der übrigen Breslauer und die Berichterstattung der inzwischen der DNVP nahestehenden Schlesischen Zeitung, die jeden Antisemitismus in diesem Zusammenhang leugnete. Bernhard Schottländer war der bekannteste von insgesamt sechs Juden in Breslau, die im Verlauf des Kapp-Putsches ermordet wurden.